# Am Klostergarten

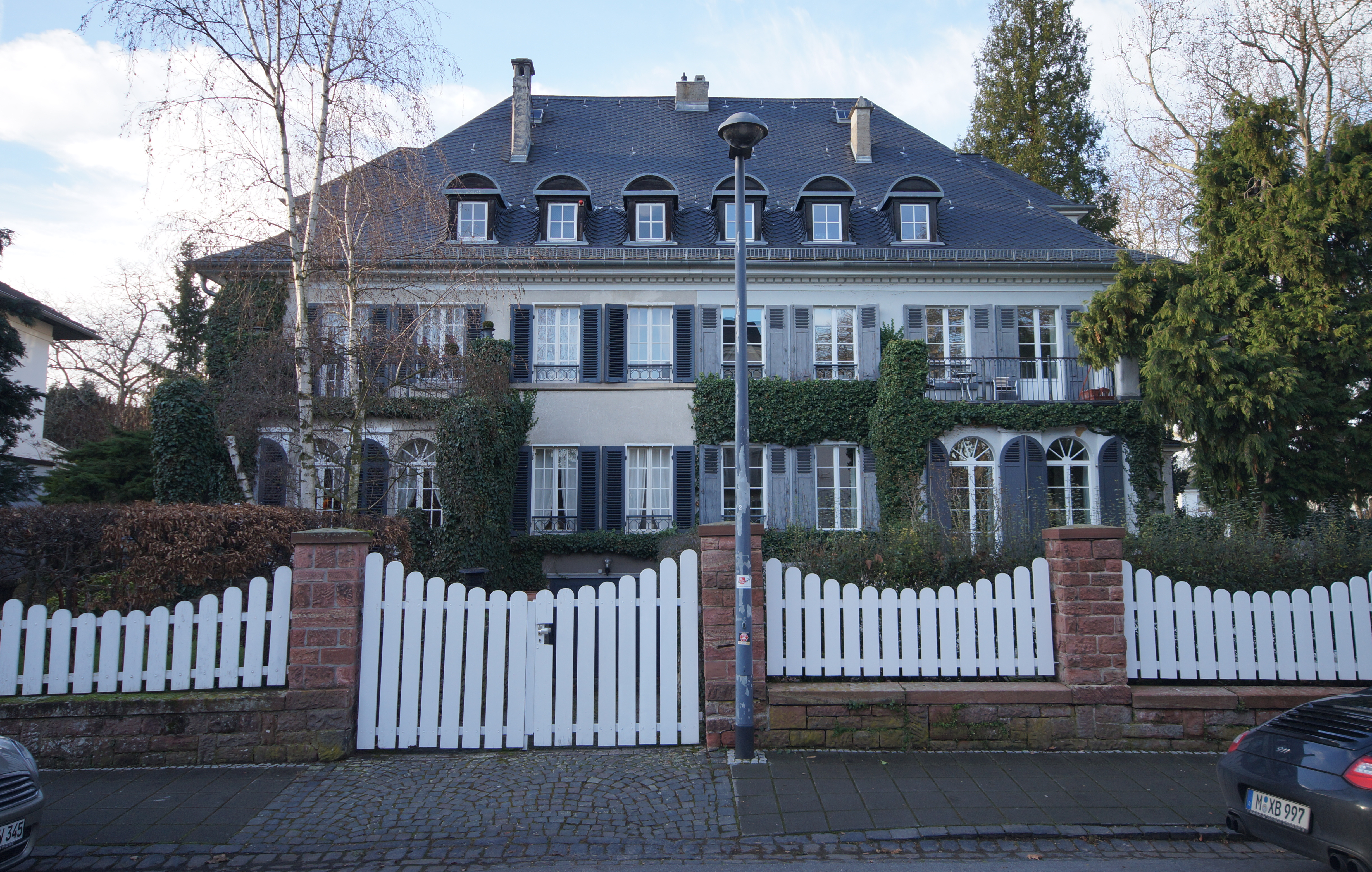
Die Fassade des Doppelhauses Am Klostergarten 15/Am Rosengarten 23

Die Straße Am Klostergarten ist eine Innerortsstraße in Mainz-Oberstadt. Sie verläuft von Nord nach Süd und trägt den Namen aufgrund des früher hier gelegenen Klostergartens des Stifts St. Alban vor Mainz. Die Straße mündet in die Straßen Am Rosengarten und Am Stiftswingert. Die Anlage des 160 Meter langen Straßenzuges erfolgte von 1919 bis 1921. Die Straße Am Klostergarten ist aufgrund ihrer städtebaulichen und stadtgeschichtlichen Bedeutung als Denkmalzone ausgewiesen, die Häuser an der Straße sind als Kulturdenkmäler im nachrichtlichen Verzeichnis der Kulturdenkmäler der kreisfreien Stadt Mainz aufgeführt.

## Geschichte

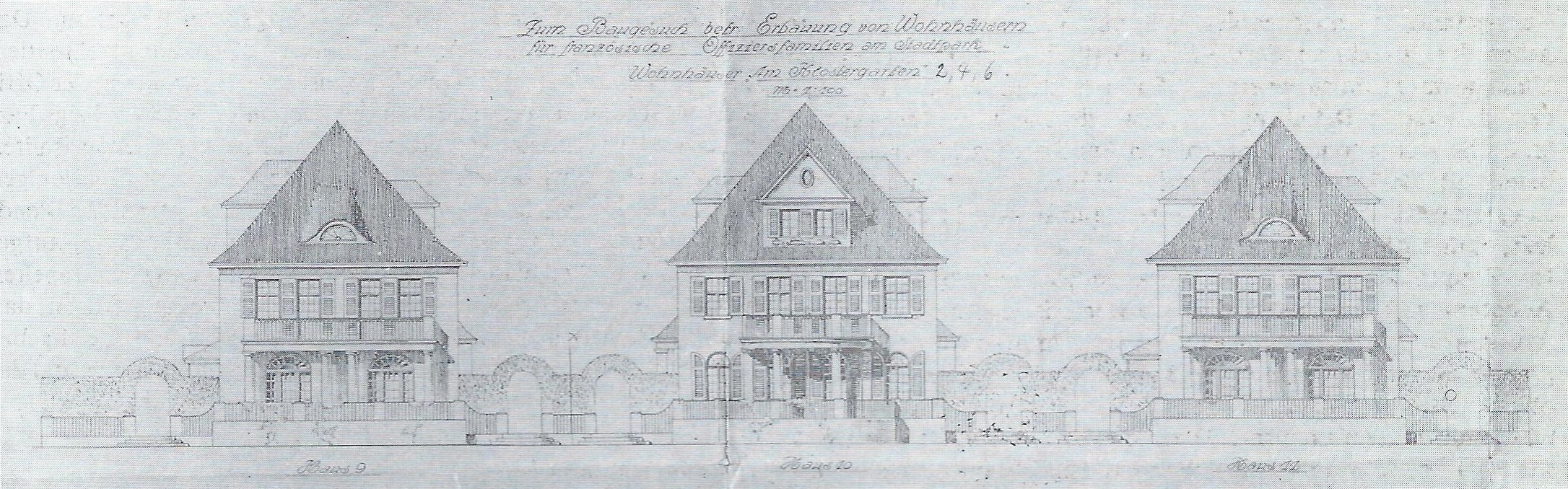
Die Fassaden der Häuser Am Klostergarten 2, 4 und 6 (von rechts nach links) auf dem Bebauungsplan der Denkmalzone

1914 brach man die alten Villen in der Mainzer Oberstadt ab. Anschließend begann das Mainzer Reichsvermögensamt mit Planungen, das Gebiet neu zu bebauen. Es sollten große und mit einem Gartenbereich versehene Gebäude für die Familien französischer Offiziere errichtet werden. Zudem wohnten hier Bürger des Großbürgertums. 1919 begann man schließlich mit dem Bau. Dabei wurden die neuen Möglichkeiten der Ortsbausatzung genutzt und einige mehrgeschossige Wohnungen wurden zu Doppelhäusern zusammengefügt, der Garten wurde von allen im Haus wohnenden Familien benutzt. Die Grundstücke sind großzügig eingefriedet.
Am 30. Juni 1930 endete die Rheinland-Besetzung und die Franzosen zogen ab. Somit konnten die frei werdenden Gebäude in der Straße privatisiert werden. Danach wurden viele Gebäude umgebaut. Während des Zweiten Weltkriegs wurden einige Grundstücke beschädigt. Daraufhin wurden zahlreiche Gebäude saniert oder neu gebaut.
Bis heute sind die Einfriedungen, die architektonisch auffallenden Zusammenspielungen der Gebäude, viele Dächer und weitere architektonische Besonderheiten erhalten geblieben. Heute wohnen vor allem wohlhabende Familien in dieser Denkmalzone.

## Architektur

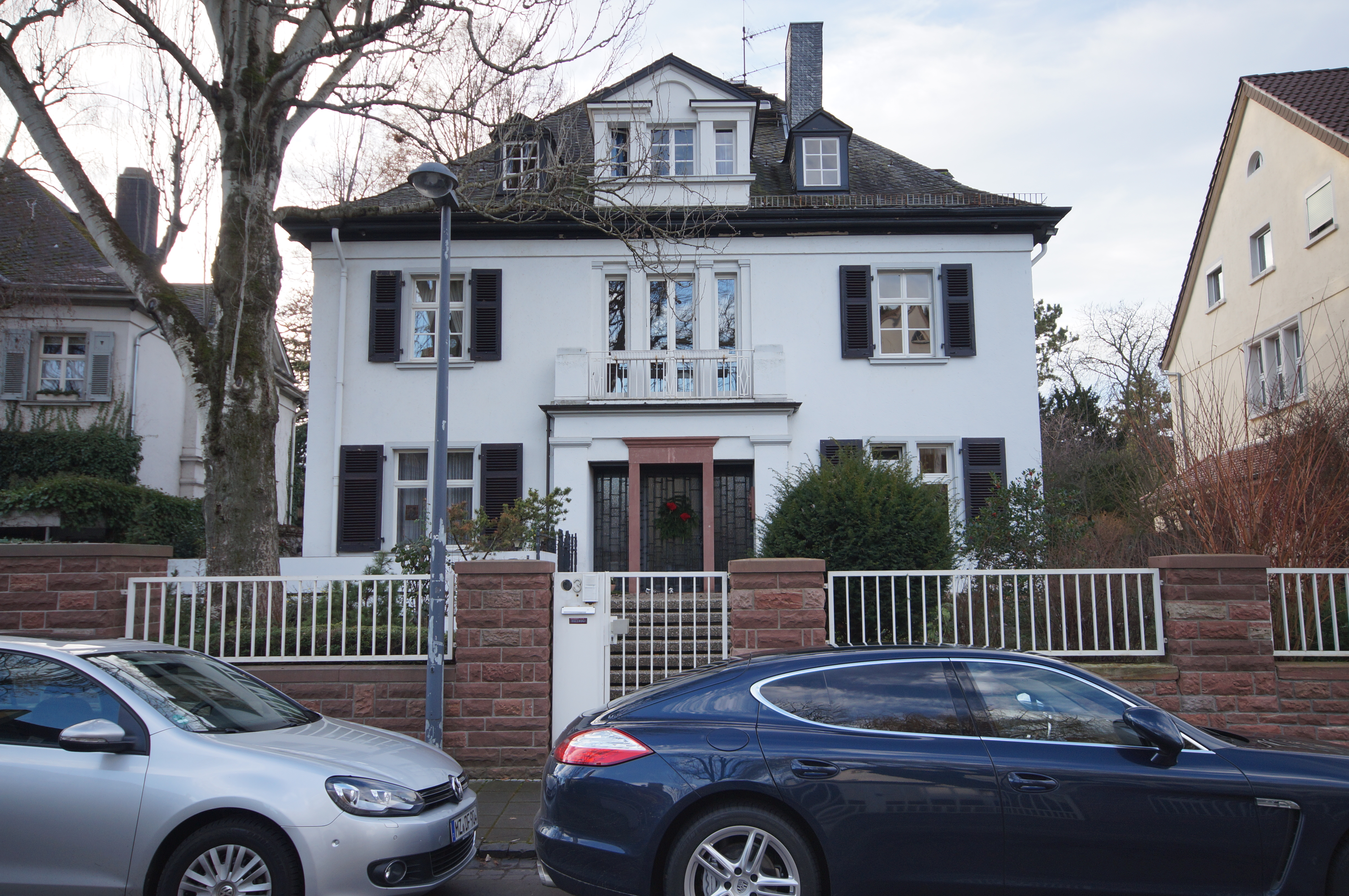
Die Einzelvilla Am Klostergarten 3 in der Denkmalzone

Die Straße liegt in einer verkehrsruhigen Gegend in der Mainzer Oberstadt. Die Denkmalzone liegt südlich des Stadtparks Mainz und des Bahnhofs Mainz Römisches Theater. Sie mündet in die Straßen Am Stiftswingert und Am Rosengarten, die spitzwinkelig östlich der Denkmalzone zusammenlaufen. Im Westen befindet sich die Hechtsheimer Straße, die früher zum Mainzer Neutor führte. Die Hechtsheimer Straße und die Straße Am Rosengarten haben den Charakter von Alleen. Die Denkmalzone beinhaltet auch einige Gebäude in angrenzenden Straßen. Im Ganzen besteht die Denkmalzone aus folgenden Gebäuden: Die ungeraden Hausnummern von Am Klostergarten 1 bis 15, Am Klostergarten 2, 4 und 6, die geraden Hausnummern von Am Rosengarten 8 bis 14, die ungeraden Hausnummern von Am Rosengarten 13 bis 31, die geraden Hausnummern der Hechtsheimer Straße 64 bis 78, die Bauwerke Am Stiftswingert 3 und 5 und das Haus Auf dem Albansberg 2.
Die Bauwerke sind in der Art des Neoklassizismus gebaut, vereinzelt sind auch noch Formen des Barocks zu finden. Akzente des Barock lassen sich zum Beispiel in den Voluten bei den Balkons der Gebäude Am Rosengarten 31 und in der Hechtsheimer Straße 78 sowie an den Rundgiebeln von Dächern. Die Bauart der Häuser wurde angelehnt an den Baustil vor dem Ersten Weltkrieg. Sie sind sehr repräsentativ und nobel gestaltet. Alle Bauten haben durchgehende Gärten, die wie ein Grüngürtel parallel zur Straße verlaufen. Zusammen mit den neoklassizistischen Bauten erinnern die Gärten an Barockgärten. Weitere Auffälligkeiten an den Gebäuden sind Erker, Söller und schlichte Säulen mit Architraven in dorischer Ordnung, die keine Kannelierung besitzen. Außerdem besitzen viele Gebäude Risalite, Dreieckgiebel mit Zahnschnitt, auf den Wänden befinden sich zudem oft Pilaster und Lisenen. Teilweise sind auch bei noblen Einzelvillen venezianische Fenster vorhanden.
Bei den um 1920 angelegten Grundstücken flossen in die Architektur Formen des aus Frankreich stammenden Kubismus ein. Das erkennt man an der Geschlossenheit der Gebäude. Auch die Vorbauten sind auffällig gestaltet: Sie weisen eine Achsensymmetrie auf und sind oft mit architektonischen Besonderheiten gestaltet. Auch die Häuser sind durch ihre Symmetrien und ihren rhythmischen Gruppierungen sowohl mit den Vorbauten als auch miteinander verbunden. Die Gruppenbildung und das architektonische Zusammenspiel erkennt man am besten an den Einzelvillen Am Klostergarten 2, 4 und 6, die den Doppelhäusern auf der anderen Straßenseite gegenübergestellt sind. Neben diesen Doppelvillen befinden sich wieder eine Einzel- und eine Doppelvilla. Die Villen in der Straße wurden von unterschiedlichen Architekten geplant. Die Villen Am Klostergarten 2, 4 und 6 wurden von Franz Plaul, die Villen auf der anderen Straßenseite wurden von Reinhold Weisse und Georg Bayer geschaffen. Diese Gestaltung ist auch in der nahe gelegenen Hechtsheimer Straße zu finden. Hier wurden von den Architekten Ludwig Becker und Anton Falkowski eine Einzelvilla in der Mitte und an der Seite Villen in Dreiergruppen erbaut.
Alle Bauwerke in der Straße sind aus dem Baustoff Backstein gebaut und sind verputzt. Die Sockel bestehen durchgehend aus Muschelkalkbeton, weitere Baumaterialien sind der Kunststein in Teilen der Architektur und Schiefer in den Zeltdächern und Walmdächern der Häuser. Nach der Privatisierung der Grundstücke 1930 fanden Umbauten der Häuser statt. In die Häuser Am Klostergarten 2 und 6 wurden Satteldächer eingebaut, das Haus Am Klostergarten 9 erhielt ein Dachgeschoss, die Wohnungen Am Klostergarten 5, 7, 9, 11, 13/15, 17/19 und 25 erhielten eine Sanierung. Die Bauwerke Am Klostergarten 13 und Am Rosengarten 10 in der Nebenstraße wurden komplett neu gebaut.
In der Denkmalzone befinden sich nahezu in Originalzuständen die Gebäude Am Klostergarten 4, Am Rosengarten 12, 14 und die Hausnummern 64, 66 sowie 68 in der Hechtsheimer Straße. Dies erkennt man an den ursprünglichen Fensterläden und Sprossenfenster. Außerdem wurde die Villa Auf dem Albansberg 2 so aufwändig restauriert, dass beinahe der Ursprungszustand erreicht wurde. Eine weitere Besonderheit, die aus der Bauzeit erhalten blieb, ist die Einfriedung der Grundstücke. In Richtung der Straßen Am Stiftswingert und Am Rosengarten sind die Einfriedungen 1,60 Meter hoch, was eine Abgrenzung der Straße in Richtung der umliegenden Grundstücke deutlicher macht. Außerdem sind heute noch Podeste und Sockelmauern aus rotem Sandstein, der aus dem ehemaligen Fort Heiligkreuz stammt. Vereinzelt sind noch weiße Lattenzäune vorhanden, die jedoch größtenteils durch moderne Zäune ersetzt wurden.

## Bedeutende Bauwerke

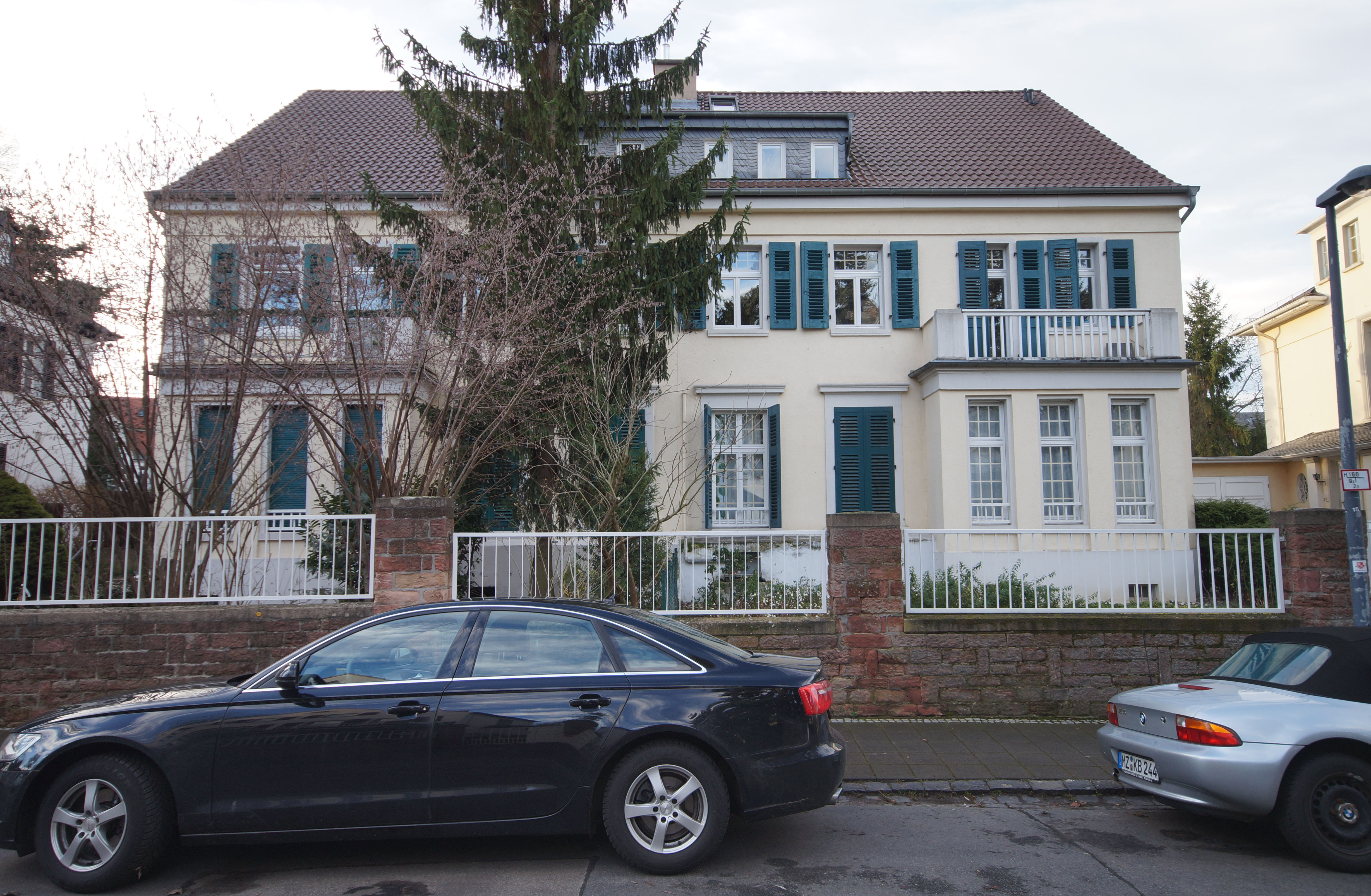
Das Doppelhaus Am Klostergarten 5/7

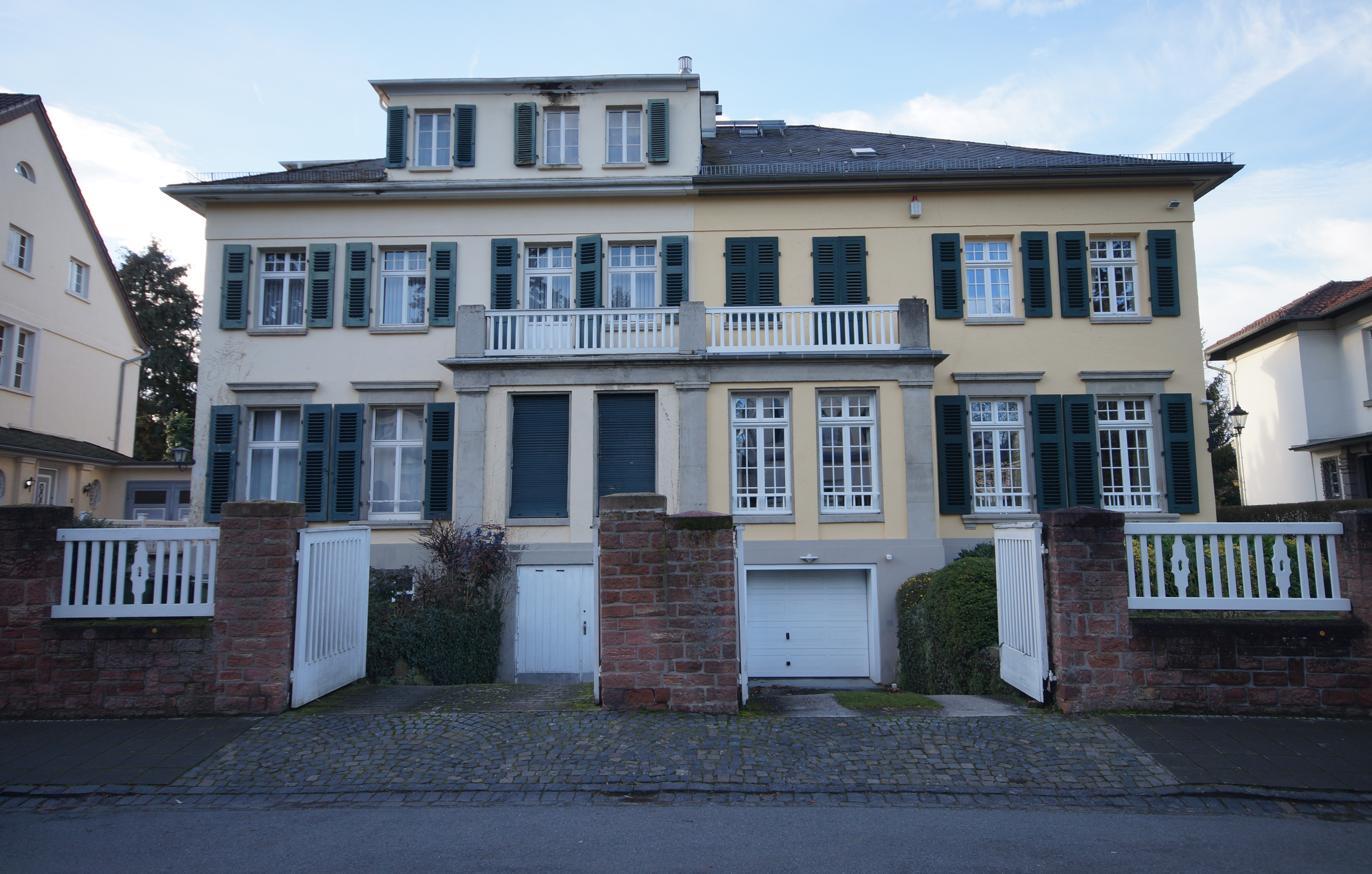
Das Doppelhaus Am Klostergarten 9/11

Am südlichen Ende der Straße Am Klostergarten befindet sich an der Ecke zur Straße Am Stiftswingert das Eckhaus Am Klostergarten 1, das auch die Adresse Am Stiftswingert 5 hat. Das Haus ist ein Doppelhaus. Es hat seine lange Seite an der Straße Am Klostergarten, an der Straße Am Stiftswingert ist die kurze Gebäudeseite. Die Planungen für das Bauwerk begannen 1920, der Architekt war Reinhold Weisse. Die Wohnungen wurden für Angehörige von französischen Offizieren errichtet. Das Gebäude wurde im Stil des Neoklassizismus gebaut, heute sind noch viele Elemente des Neoklassizismus vorhanden. Die Fassade des Gebäudes hat zehn Achsen und zwei Risalite mit jeweils zwei Achsen. Das Erdgeschoss der Risalite hat Fenster mit Rundbogen und Lünetten, die Fenster der Obergeschosse sind überwiegend viereckig. Außerdem gibt es über die Höhe jedes Geschosses jeweils drei Pilaster. In den Giebeln der Risalite befinden sich Lünettenfenster. An den Seiten des Bauwerks befinden sich auch Risalite. An den Wänden zu den Gartenanlagen befinden sich Söller, zudem sind die ursprünglichen Fensterläden heute noch erhalten.
Direkt neben dem Gebäude Am Klostergarten 1 befindet sich in der Denkmalzone das Haus Am Klostergarten 3. Es ist eine Einzelvilla. Sie hat zwei Geschosse und besitzt ein Walmdach. Dieses Gebäude wurde ebenfalls ab 1920 von Reinhold Weisse für die französischen Soldatenfamilien gebaut. Die schmuckvolle neoklassizistische Architektur hebt die Mitte des Gebäudes hervor. Auffällig ist das große Eingangsportal, das von der Fassade abgesetzt ist. Über dem Eingangsportal befinden sich am Obergeschoss drei hohe rechteckige Fenster, die durch vier Pilaster begrenzt sind. Im Zwerchhaus befindet sich ein dreieckiger Giebel, in den ein venezianisches Fenster eingebaut wurde.
Gegenüber dem Haus Am Klostergarten 3 befinden sich auf der östlichen Straßenseite die Häuser Am Klostergarten 2, 4 und 6. Sie sind Einzelvillen. Sie wurden ab 1920 vom Architekten Franz Plaul für französische Offiziersfamilien gestaltet. Die drei Gebäude bilden ein architektonisches Zusammenspiel mit den Doppelhäusern auf der gegenüberliegenden Straßenseite. Jedes Haus besteht aus vier Achsen und einem nahezu quadratischen Grundriss. Nach Beschädigungen im Zweiten Weltkrieg wurden die drei Gebäude stark verändert und schmückende Teile reduziert. Bei den Häusern Am Klostergarten 2 und 4 haben sich noch die Säulen und Söller erhalten. Während des Umbaus erhielten die Häuser Am Klostergarten 2 und 6 Satteldächer, das Haus Am Klostergarten 4 ist in seiner äußeren Erscheinung fast unverändert geblieben. Es besitzt heute vier Säulen in toskanischer Ordnung. Auf ihnen befindet sich ein runder Söller. Weitere ursprüngliche Gebäudeelemente sind das mit Schiefer gedeckte Zeltdach, das Zwerchhaus, die Fenster mit Rundbogen im Erdgeschoss und die Fenstersprossen sowie die Läden an den Fenstern.
Die Doppelhäuser Am Klostergarten 5/7 und 9/11 wurden ebenfalls ab 1920 von Franz Plaul für das Reichsvermögensamt geplant. Sie sind traufständig. Jede Doppelhaushälfte hat vier Achsen und die Gebäude haben zahlreiche neoklassizistische Architekturelemente. Das Doppelhaus Am Klostergarten 5/7 hat zwei Ausluchten an den Seiten der Fassade, das Gebäude hat dagegen zwei Ausluchten in der Fassadenmitte. In den Ausluchten sind Pilaster vorhanden. Über den vier Eingangsportalen der Bauwerke befinden sich auffällige, durch zwei Trennungen versehene rechteckige Fenster. Über den Fenstern der Erdgeschosse sieht man noch architektonisch auffallende Gebälkbalken. Am Doppelhaus Am Klostergarten 5/7 wurde das früher flache Walmdach im Rahmen von Sanierungsmaßnahmen in ein Satteldach umgebaut. Beim Doppelhaus mit den Hausnummern 9 und 11 wurde bei Sanierungen eine Dachgaube hinzugefügt. Bei diesem Bau sind heute noch die ursprünglichen Fenstersprossen und die Fensterläden vorhanden.
An der Ecke der Straßen Am Klostergarten und Am Rosengarten befindet sich ein Doppelhaus mit der Adresse Am Klostergarten 15 und Am Rosengarten 23. Es wurde ab 1920 nach Plänen des Architekten Georg Bayer gebaut. Das Doppelhaus wurde für die Familien französischer Offiziere gebaut. Es hat in jeder Doppelhaushälfte vier Achsen. Dem Doppelhaus kommt innerhalb der Denkmalzone eine bedeutende Rolle zu, denn es bildet mit dem Doppelhaus Am Rosengarten 12/14 einen Gegensatz, während auf der gegenüberliegenden Straßenseite die Wohnung Am Rosengarten 21 mit dem Bauwerk Am Rosengarten 8 eine architektonische Verbundenheit darstellt. Das Doppelhaus Am Klostergarten 15/Am Rosengarten 23 besitzt eine Dachtraufe, die zum Garten und zur Straße Am Klostergarten orientiert ist. Es hat außerdem zwei Ausluchten, die mit Fenstertüren mit runden Bogen und Pilastern verschönert sind. Auf den Ausluchten befinden sich zwei Balkons. Zudem haben die Fensterbänke und das Dach Gesims. Das Dach hat keinen Zahnschnitt. Auf dem Dach befinden sich zur Straße Am Klostergarten sechs Dachgauben mit Rundgiebeln. Das Bauwerk hat ein Walmdach, das mit Schiefer bedeckt ist. An der nördlichen Gebäudeseite zur Straße Am Rosengarten besitzt das Haus ein großes Eingangsportal mit einem Pultdach und einem Rundgiebel. Darüber hinaus besitzt das Bauwerk auf dieser Straßenseite das ursprüngliche Türblatt und ein hohes dreigeteiltes Fenster über dem Eingangsportal.